# Skala atrakcyjności szlaków kajakowych

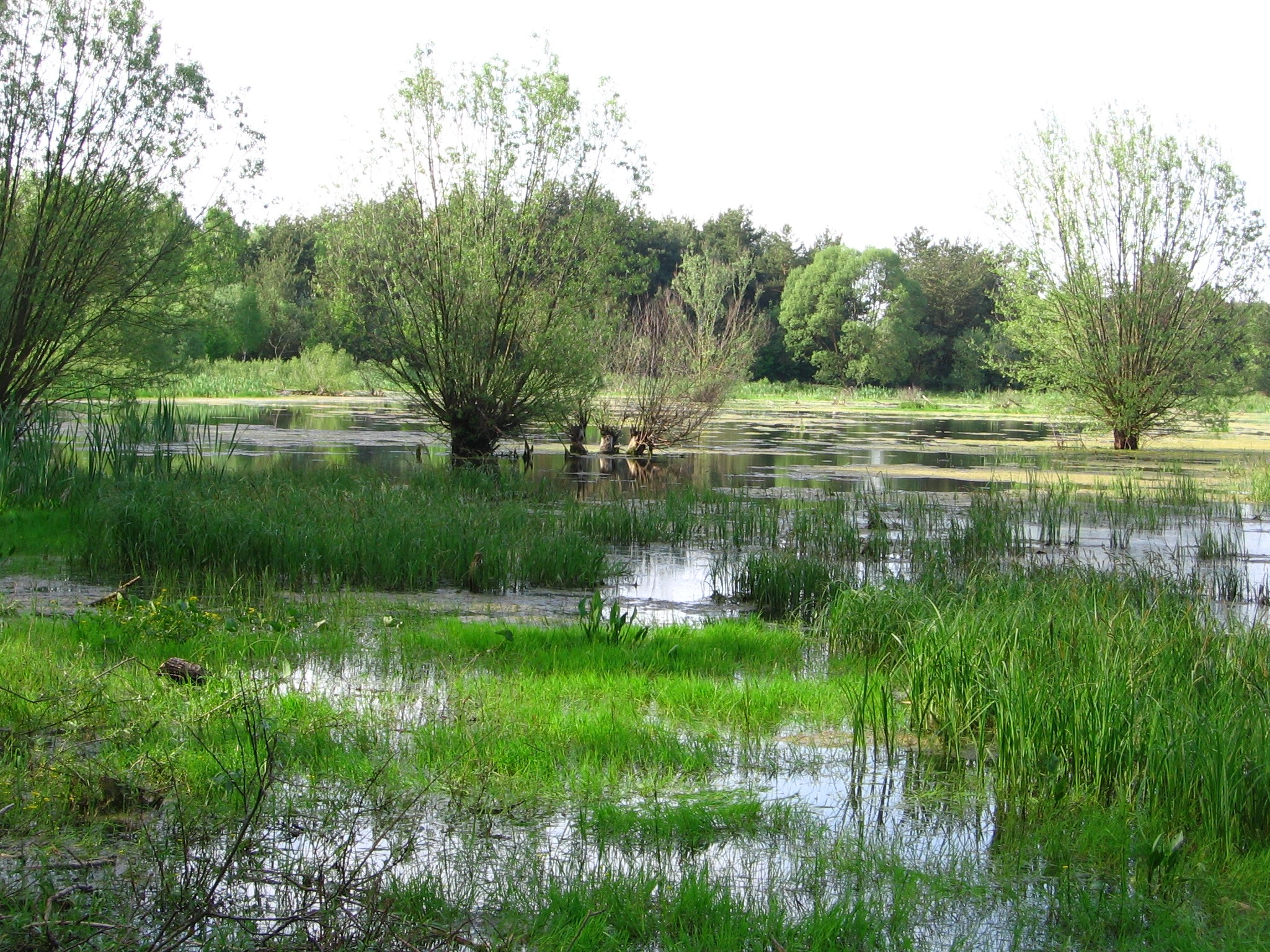
Pilica - szlak na większości przebiegu bardzo malowniczy (***)

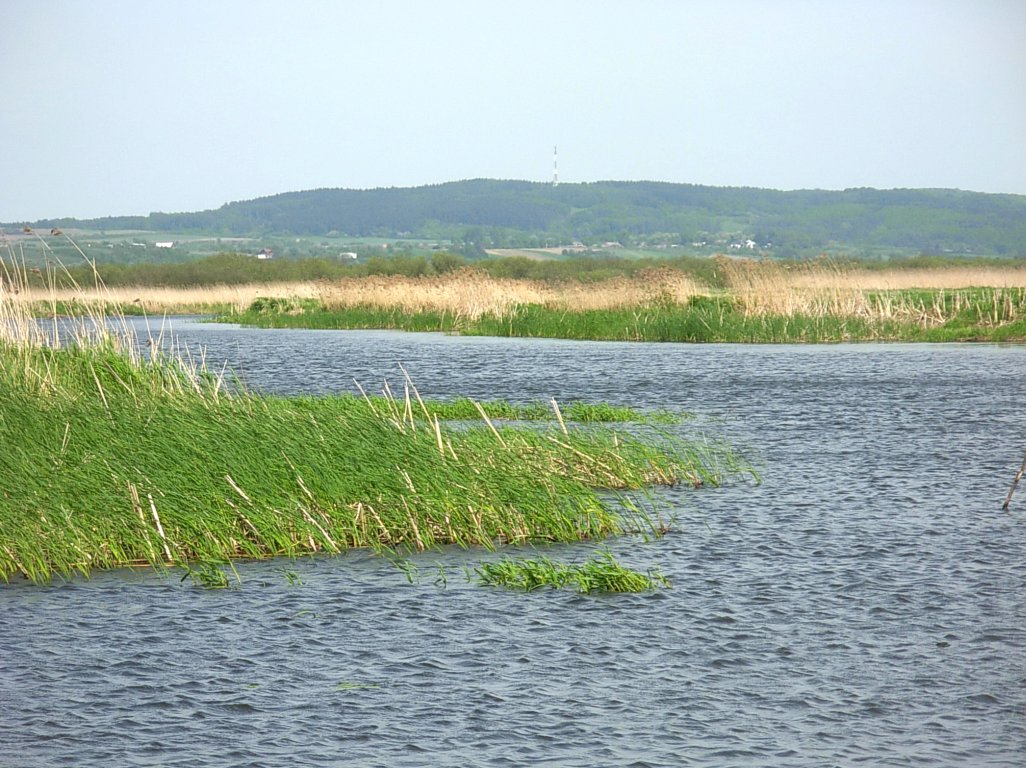
Noteć - szlak o atrakcyjności (**(*)) - malowniczy, a na niektórych odcinkach dość malowniczy

Skala atrakcyjności szlaków kajakowych – jedna z trzech skal opisujących charakterystykę szlaków kajakowych. Pozostałe to skala trudności i skala uciążliwości. Opisuje malowniczość i atrakcyjność estetyczną samego szlaku, jak i jego otoczenia.

## Subiektywizm
Skala atrakcyjności jest najbardziej subiektywną ze wszystkich trzech skal, ponieważ wiąże się w dużym stopniu z oceną estetyczną walorów szlaku i jego otoczenia. Często rzeka dość monotonna (np. uregulowana) płynie doliną o dużych walorach krajobrazowych lub odwrotnie - bardzo atrakcyjna rzeka płynie w subiektywnie mało ciekawym otoczeniu - np. poprzez zwarty, płaski las. Do oceny atrakcyjności (malowniczości) podchodzić należy zatem z pewną rezerwą, aczkolwiek skala może stanowić ważny wyznacznik do podjęcia decyzji o spłynięciu danym szlakiem.

## Stopnie
Skala atrakcyjności zawiera trzy stopnie, oznaczane gwiazdkami (*):
- (***) - szlak bardzo malowniczy,
- (**) - szlak malowniczy,
- (*) - szlak dość malowniczy.

Nieczęsto zdarza się, że określony odcinek rzeki, a zwłaszcza cała rzeka, posiada jeden, równy poziom atrakcyjności. Dlatego też stosuje się opisy łamane, np.:
- (***-**) - na rzece występują zarówno miejsca o dużej, jak i średniej atrakcyjności, porównywalnie często,
- (**(*)) - rzeka posiada średnią atrakcyjność, ale zdarza się przynajmniej jeden odcinek o słabszej atrakcyjności,
- (**-***) - na rzece występują zarówno miejsca średnio, jak i bardzo atrakcyjne (te pierwsze częściej).